# Rosso veneziano (romanzo)
Rosso veneziano è un romanzo della scrittore veneziano Pier Maria Pasinetti (1913-2006) pubblicato nel 1959 dalla casa editrice romana Colombo.

## Storia
Rosso veneziano, uscito nel 1959 e dedicato all'amatissimo fratello Francesco prematuramente mancato nel 1949, è il primo dei nove romanzi dello scrittore veneziano Pier Maria Pasinetti, il quale in precedenza aveva pubblicato una raccolta di racconti dal titolo L'ira di Dio (Arnoldo Mondadori Editore, 1942). In un primo momento, anche questo romanzo avrebbe dovuto essere pubblicato da Mondadori, ma l'autore non riuscì ad adeguarsi alle esigenze editoriali che richiedevano sostanziosi tagli, e preferì rivolgersi a una casa editrice minore, la Colombo di Roma, la quale lo pubblicò nel 1959 nella versione integrale di 564 pagine e 20 capitoli. All'uscita, il libro fu accolto tiepidamente in Italia, mentre riscosse immediato successo negli Stati Uniti (la traduzione era stata realizzata dello stesso autore, che risiedeva sei mesi l'anno in California per insegnare Letteratura italiana all'università di Los Angeles) e in Francia (dove curiosamente la prima edizione è la traduzione in francese della traduzione in inglese).
Nel 1965, un anno dopo l'uscita del secondo romanzo La confusione (Bompiani, 1964) – stavolta accolto dalla critica con lusinghiero interesse – Rosso veneziano viene riproposto da Bompiani dopo una revisione sostanziale che ne migliora la scorrevolezza ma ne sacrifica numerosi passaggi, riducendo il numero delle pagine a 430, fermo restando a 20 il numero dei capitoli. In questa versione, il successo in Italia non si fa attendere, e viene suffragato, tre anni dopo, da quello ottenuto dalla terza prova del romanziere, Il ponte dell'Accademia (ancora Bompiani, 1968), che permette a Pasinetti di collocarsi a pieno merito fra gli scrittori italiani più graditi alla critica. Nel 1975 lo stesso Bompiani cura una nuova ristampa di Rosso veneziano, e poco dopo il regista Marco Leto ne trae uno sceneggiato televisivo in cinque puntate, andato in onda nel 1976.

## La trama
Il romanzo è ambientato fra il 1938 e il 1940, e i fatti si svolgono su tre sfondi diversi: Venezia, Corniano (paese della campagna veneta dal nome fittizio) e Berlino. Vi si intrecciano le vicende di molti personaggi, ma i protagonisti si possono individuare in quelli appartenenti a due famiglie veneziane, i Partibon e i Fassola, amiche di vecchia data ma divise da inconciliabili diversità. I primi rappresentano gli artisti, gli idealisti, gli intellettuali, i puri, mentre i secondi si identificano con i politici, i materialisti, gli ipocriti, fatuamente assetati di potere e visibilità e vicinissimi alle alte gerarchie del regime fascista. Fra le due famiglie esistono profondi e complessi legami e, malgrado la diversità degli stili di vita, vi è fra esse una irresistibile attrazione, soprattutto da parte dei Fassola i quali, benché più ricchi, potenti e solidamente accreditati presso la società che conta, avvertono una inconfessata inferiorità morale e intellettuale nei confronti dei Partibon.
Paolo Partibon, stimato pittore sposato con Vittoria, ha tre figli: Giuliano, semplice e gioviale, Giorgio, intellettuale e intransigente, ed Elena, nota per la sua bellezza e il carattere imprevedibile.
L'avvocato Augusto Fassola, fratello di un politico in ascesa, ha tre figli a sua volta: Massimo, giovane esuberante e valoroso aviatore, Enrico, introverso e tormentato, candidato alla carriera diplomatica, e la piccola Dora.
Enrico Fassola è da sempre innamorato di Elena Partibon, la quale da sempre lo respinge perché legata fra molti ostacoli a un altro giovane, Ruggero Tava, da un sentimento profondo.
La narrazione inizia con la morte della matriarca Partibon, Elisabetta, madre di Paolo; sono presenti tutti i familiari di città e di campagna, eccettuato uno, il figlio Marco, assente dall'Italia da trent'anni a causa di dissapori con la madre e del quale pare si siano perse le tracce. I fratelli Giorgio ed Elena, incuriositi da questa figura mitica di intellettuale ribelle, si mettono alla sua ricerca, e a questo scopo Giorgio si unisce a Enrico in un viaggio a Berlino, dove lo zio avrebbe trascorso un lungo periodo. Lì conosce Manuela, figlia di Marco e di una ebrea austriaca, della quale ignorava l'esistenza, e da lei apprende che lo zio si sta adoperando per mettere in salvo in America moglie e figlia per sfuggire alle persecuzioni razziali. 
Nel frattempo, a Venezia, la famiglia Partibon si trova davanti alla propria rovina finanziaria e, dopo aver venduto la casa, si prepara malgrado tutto serenamente a trasferirsi in campagna, presso i parenti di Corniano. Elena riallaccia la sua relazione con Ruggero Tava, interrotta bruscamente qualche anno prima, e ne diventa l'amante benché egli recentemente si sia sposato. Massimo Fassola si lega a sua volta a Maria Partibon, cugina di campagna di Elena e Giorgio, ma poco prima dell'inizio della guerra muore in un volo di collaudo, lasciando incinta la ragazza.
Marco Partibon ricompare inaspettatamente a Venezia dopo che tutte le ricerche dei due nipoti si erano rivelate vane. In un primo momento mantiene il segreto evitando di informare i familiari e prende contatto casualmente con il solo Ruggero Tava, in procinto di partire per il fronte. Pochi giorni dopo, arriva la notizia della morte di quest'ultimo in un'azione di guerra, e a portarla a Elena è Enzo Bolchi, giovane arrogante fascista da sempre nemico giurato dei Partibon. La ragazza, che si è appena scoperta incinta, ne è sconvolta; il fratello Giorgio affronta Bolchi e sfoga in un pestaggio la sua rabbia e il suo orrore. Alla rissa assiste in incognito Marco Partibon, che poco dopo avvicina il nipote e si fa riconoscere, rientrando così in famiglia. Il suo ritorno, malgrado i lutti e la prospettiva del periodo durissimo che si sta aprendo con l'entrata in guerra, porta nuove speranze e la riconciliazione in famiglia, permettendole inoltre di rientrare in possesso della casa di Venezia. Qui si svolge la scena finale, nella quale molti legami affettivi ritrovano la loro collocazione e la loro forza.

## I personaggi principali
- Paolo Partibon (pittore), sposato con Vittoria; i loro figli Giuliano, Giorgio ed Elena.
- Marco Partibon, fratello di Paolo; sua figlia Manuela.
- Ersilia e Delia Partibon, sorelle di Paolo.
- Ruggero Tava, amante di Elena.
- Matelda Kraus, sentimentalmente legata a Giorgio.
- Odo Partibon, cugino di campagna; sua figlia Maria.
- Augusto Fassola (avvocato), sposato con Fausta; i loro figli Enrico, Massimo e Dora.
- Ermete Fassola (politico), fratello di Augusto.
- Enzo Bolchi e Teodoro Connestabile, giovani fascisti in carriera.

## Analisi
Rosso veneziano è un romanzo al quale si attagliano diverse definizioni.
È un romanzo corale perché segue molteplici vicende e numerosissimi personaggi. Inoltre, su tutto il romanzo, accanto ai protagonisti in carne e ossa tratteggiati con verosimiglianza, aleggiano due presenze significative: Venezia e la guerra incombente, entrambe protagoniste a loro volta.
È un romanzo storico per la sua collocazione temporale, funzionale al racconto, descritta con precisione e volta a ricostruire un periodo critico della storia dell'Italia.
È un romanzo di formazione perché segue la maturazione di alcuni dei suoi giovani personaggi, costretti a confrontarsi con realtà eccezionali sia sul piano familiare che generale.
È un romanzo politico e ideologico, perché l'autore non nasconde la sua inorridita disapprovazione per i comportamenti e le scelte del regime fascista, e indica senza mezzi termini nelle storture del concetto di nazionalismo la causa delle tragedie che incombono. Si noti che le intense pagine del capitolo XIV dedicate alla descrizione della notte dei cristalli sono state ispirate dalla testimonianza diretta dell'autore, che vi assistette di persona durante il suo soggiorno a Berlino fra il 1938 e il 1939.
È un romanzo di sentimenti, perché molte sono le vicende affettive narrate, ma mai con sentimentalismo bensì sempre con realistica spontaneità.
È altresì il manifesto della tematica personale di Pasinetti, che anche nei romanzi successivi affronta, sempre in modi diversi ma con uguale obiettivo, il problema della contrapposizione fra il materialismo e l'autenticità dei sentimenti, tra la fatuità delle ambizioni e la solidità degli ideali disinteressati, in sintesi fra verità e ipocrisia; verità affidata non solo alla sfera delle emozioni sincere ma anche alla dimensione del linguaggio, franco, diretto e scevro da false interferenze retoriche. In particolare, la schiettezza ricercata dall'autore si rileva nei dialoghi e nelle lunghe chiacchiere a ruota libera tipiche della parlata veneziana, che Pasinetti padroneggiava con tecnica e naturalezza e che preferiva alle descrizioni in terza persona.
È infine il romanzo che dà inizio a una vera e propria saga, perché molti dei personaggi e alcune delle vicende di Rosso veneziano sono destinati a essere richiamati in scena, a titolo diverso, in tutti i successivi romanzi di Pier Maria Pasinetti; in particolare la figura di Giorgio Partibon, che l'autore considerava una specie di suo alter ego. Significativa è anche l'invenzione del personaggio di Marco Partibon, moderna riedizione del veneziano Marco Polo, che racchiude in sé alcune caratteristiche proprie all'autore, come la passione per la conoscenza, l'ansia di viaggiare e lo spirito cosmopolita.

## Le edizioni italiane
- Rosso veneziano, Colombo, Roma, I edizione, 1959
- Rosso veneziano, Bompiani, Milano, I edizione, 1965
- Rosso veneziano, Bompiani, Milano, II edizione, 1975

## Le traduzioni
- Venetian Red, Random House, New York, 1960
- Venetian Red, Secker & Warburg, Londra, 1961
- Venezianisch Rot, Biederstein Verl., München, 1961
- Venezianisch Rot, Dt. Buch-Gemeinschaft, 1965
- Rouge vénitien, Albin Michel, Parigi, 1963 (tradotto dall'inglese Venetian Red, ed. 1960)
- Rouge vénitien, Cercle du Nouveau Livre, Parigi, 1963
- Rouge vénitien, Albin Michel, Parigi, riedizione 1990

## Curiosità
Nelle edizioni Bompiani, la dedica "A Francesco Pasinetti (1911-1949)" è preceduta dalla seguente citazione in greco: "Ταῦτá τοι, ῶ δύστηνε, τελευτήσω τε και ἔρξω ". Si tratta di un verso di Omero, Odissea, canto XI, 80, e si riferisce all'episodio in cui Ulisse, nell'Ade, rievoca la morte dell'amico Elpenore e gli promette gli onori della sepoltura secondo le sue volontà. La traduzione letterale è la seguente: "Queste cose per te, infelice, porterò a termine e compirò", che nella reinterpretazione di Ippolito Pindemonte diventa: "Sventurato"[, io risposi,] "a pien fornita sarà , non dubitarne, ogni tua voglia".